# Sara Dylan
Sara Dylan (nascida Shirley Marlin Noznisky; 25 de outubro de 1939) é a primeira esposa do cantor e compositor Bob Dylan. Casou-se com o fotógrafo de revista Hans Lownds em 1959, período no qual passou a se chamar Sara Lownds.
Casou-se com Bob Dylan durante uma cerimônia secreta em novembro de 1965, e o casal teve quatro filhos juntos. Seu casamento é frequentemente citado pelos escritores de música como inspiração para muitas das canções que escreveu ao longo dos anos 60 e 70, incluindo "Sad Eyed Lady of the Lowlands", "Love Minus Zero/No Limit", "Abandoned Love" e "Sara". O álbum Blood on the Tracks (1975) foi citado por muitos como o relato do músico sobre seu casamento em desintegração; seu filho Jakob Dylan disse que as letras do álbum são "meus pais conversando." O casal se divorciou em junho de 1977.
Desempenhou o papel de Clara no filme Renaldo and Clara, dirigido pelo cantor, e a obra foi descrita por um biógrafo de Dylan como "uma homenagem à sua esposa".

## Início de vida
Shirley Marlin Noznisky nasceu em Wilmington, Delaware, em 25 de outubro de 1939, filha dos judeus Isaac e Bessie Noznisky; seu pai nasceu na Polônia por volta de 1894 e tornou-se cidadão americano em 1912. Isaac montou um negócio de sucata na South Claymont Street, em Wilmington. Ele foi morto a tiros por um imigrante bêbado do Leste Europeu em 18 de novembro de 1956. Shirley Noznisky tinha um irmão, Julius, 16 anos mais velho que ela.
Em 1959 mudou-se para Nova Iorque e rapidamente casou-se com o fotógrafo de revista Hans Lownds; era sua terceira esposa. Lownds convenceu-a a mudar seu nome para Sara porque sua primeira esposa, também chamada Shirley, o deixara e ele não queria ser lembrado de seu relacionamento anterior. Sara e Hans moravam em uma casa de cinco andares na 60th Street, em Manhattan, entre a Segunda e a Terceira Avenida. Ela teve uma carreira de modelo e apareceu no Harper's Bazaar como a "linda e gostosa Sara Lownds" — então ficou grávida. Sua filha Maria nasceu em 21 de outubro de 1961. Dentro de um ano do nascimento, o casamento começou a deteriorar.
Sara começou a sair sozinha, dirigindo pela cidade em um carro esportivo MG que Hans lhe dera e circulou na cena jovem de Greenwich Village. Em algum momento no início de 1964, ela conheceu Bob Dylan. Sara ainda era casada com Hans quando eles se conheceram, e o cantor ainda estava romanticamente ligado a Joan Baez na época. Peter Lownds (filho de Hans de um casamento anterior) declarou: "Bob foi a razão (pela qual ela deixou Hans)." Também tinha uma amiga, Sally Buchler, que se casou com Albert Grossman, o empresário do cantor. Dylan e Sara foram convidados no casamento em novembro de 1964.
Depois que Hans e Sara se separaram, ela foi trabalhar como secretária da divisão de produção cinematográfica da empresa Time Life, onde cineastas como Richard Leacock e D. A. Pennebaker ficaram impressionados com sua desenvoltura. "Ela deveria ser uma secretária", disse Pennebaker, "mas dirigiu o lugar." Sara apresentou Bob Dylan e Albert Grossman a Pennebaker, o diretor que faria o filme Don't Look Back, sobre a turnê do músico no Reino Unido em abril de 1965.

## Casamento com Bob Dylan
Lownds e Dylan envolveram-se romanticamente em algum momento de 1964; logo depois, eles se mudaram para quartos separados no Hotel Chelsea, em Nova Iorque, para ficarem próximos um do outro. Robert Shelton, biógrafo de Dylan, que conheceu Bob e Sara em meados da década de 1960, escreveu que ela "tinha um espírito romani, parecendo ser sábia além de seus anos, conhecedora de magia, folclore e sabedoria tradicional."
O autor David Hajdu descreveu-a como "bem lida, uma boa conversadora e melhor ouvinte, engenhosa, uma estudante ágil de bom coração. Ela impressionou algumas pessoas como tímida e quieta, outras como supremamente confiante; de qualquer forma, ela parecia fazer apenas o que achava que precisava ser feito."
Em setembro de 1965, Dylan iniciou sua primeira turnê nos Estados Unidos usando equipamentos elétricos apoiado pelo The Hawks. Durante uma pausa nos concertos, casou-se com Sara — agora grávida de Jesse Dylan — em 22 de novembro de 1965. De acordo com o biógrafo Howard Sounes, o casamento aconteceu sob um carvalho do lado de fora do escritório de um juiz em Long Island, e os únicos presente eram Albert Grossman e uma dama de honra da noiva. Alguns dos amigos do músico (incluindo Ramblin' Jack Elliott) alegam que, em conversa imediatamente após o evento, ele negou que era casado. A jornalista Nora Ephron fez a primeira notícia pública no New York Post em fevereiro de 1966 com a manchete "Silêncio! Bob Dylan é casado."
O casal tive quatro filhos: Jesse, Anna, Samuel e Jakob. Dylan também adotou Maria, filha do primeiro casamento de sua mulher. Durante esses anos de estabilidade doméstica, eles moraram em Woodstock, no estado de Nova Iorque.
Em 1973, Bob e Sara Dylan venderam sua casa em Woodstock e compraram uma propriedade modesta no promontório de Point Dume, ao norte de Malibu, Califórnia. Eles começaram a construir uma grande casa neste local, e sua subsequente reforma ocupou os dois anos seguintes. Sounes escreveu que durante este período, as tensões começaram a aparecer em seu casamento. A família ainda mantinha uma casa em Manhattan. Em abril de 1974, o cantor começou a ter aulas de arte com o artista Norman Raeben em Nova Iorque. Dylan diria mais tarde numa entrevista que as lições de arte causaram problemas em seu casamento: "Fui para casa depois daquele primeiro dia e minha esposa nunca me entendeu desde então. Foi quando nosso casamento começou a se romper. Ela nunca soube do que eu estava falando, sobre o que eu estava pensando, e eu não poderia explicar."
Apesar dessas tensões, Sara acompanhou seu marido em grande parte da primeira etapa da Rolling Thunder Revue, de outubro a dezembro de 1975. A turnê formou o cenário para a gravação do filme Renaldo and Clara. Ela apareceu em muitas cenas neste filme semi-improvisado interpretando Clara; Dylan, Renaldo. Joan Baez, ex-amante de Dylan, também foi uma das participantes da turnê e apareceu no filme como A Mulher de Branco. Em uma cena, Baez pergunta a Dylan: "O que teria acontecido se nos casássemos, Bob?" Ele responde: "Eu casei com a mulher que amo". Sounes sugere que o filme pode ter sido em parte um tributo de Dylan a sua esposa, já que sua produtora cinematográfica, Lombard Street Films, recebeu o nome da rua em Wilmington onde Sara nasceu.

## Vida posterior
Durante o processo de divórcio, Sara foi representada pelo advogado Marvin Mitchelson. Mais tarde, estimou que o acordo firmado valeria cerca de US$ 36 milhões para Sara e incluía "metade dos royalties das músicas escritas durante o casamento." Michael Gray escreveu: "Uma condição do acordo era que Sara continuasse calada sobre sua vida com Dylan. Ela fez isso." Segundo alguns relatos, ambos continuaram amigos depois que a amargura do divórcio desapareceu, e Clinton Heylin escreve que a foto do cantor na encosta de uma colina em Jerusalém, que apareceu na capa do álbum Infidels de 1983, foi tirada por sua ex-esposa.
Discutindo o casamento de seus pais, Jakob Dylan disse em 2005: "Meu pai disse isso em uma entrevista há muitos anos: 'Marido e mulher falharam, mas mãe e pai não'. Minha ética é grande porque meus pais fizeram um ótimo trabalho."

## Como tema de músicas
É dito que inspirou várias músicas de seu ex, e duas foram diretamente ligadas a ela. "Sad Eyed Lady of the Lowlands", a única música do quarto lado do álbum Blonde on Blonde de 1966, foi descrita pelo crítico Robert Shelton como "virtualmente uma canção de casamento para a ex-Sara Shirley N. Lownds."
Em "Sara", do álbum Desire de 1976, o cantor a chama de uma "joia radiante, esposa mística." Shelton escreveu que, com essa música, "Dylan parece estar fazendo um confessionário descarado para sua esposa. Um pedido de perdão e compreensão." Observando a referência autobiográfica na música para "bebendo rum branco em um bar de Portugal", o crítico conecta esse verso com uma viagem que fez a Portugal com a mulher em 1965. Em "Sara", Dylan parece reconhecer sua esposa como a inspiração para "Sad Eyed Lady":

| I can still hear the sound of the Methodist bells I had taken the cure and had just gotten through staying up for days in the Chelsea Hotel writing "Sad Eyed Lady of the Lowlands" for you | Eu ainda posso ouvir os sons daqueles sinos metodistas, Eu tinha encontrado o remédio e passei por isso, Ficando por dias no Chelsea Hotel, Escrevendo "Sad-Eyed Lady of the Lowlands" para você |  |

Jacques Levy, que co-escreveu muitas músicas de Desire, lembrou como o casal se separou quando essa música foi gravada em julho de 1975. A mulher visitou o estúdio naquela noite e Dylan "cantou 'Sara' para sua esposa enquanto ela assistia do outro lado do vidro... Foi extraordinário. Você poderia ter ouvido um alfinete cair. Ela ficou absolutamente chocada com isso", disse Levy. De acordo com Larry Sloman, Dylan virou-se para ela antes de começar a música e afirmou: "Esta é para você."
As músicas do álbum Blood on the Tracks (1975) foram descritas por vários biógrafos e críticos do músico como decorrentes da tensão que o seu casamento com Sara desmoronou. O álbum foi gravado logo após a separação do casal. Os escritores Robert Shelton e Clinton Heylin alertaram contra a interpretação do álbum como uma autobiografia nua, argumentando que o Blood On The Tracks funciona em vários níveis – musical, espiritual, poético – e também em uma confissão pessoal. O próprio Dylan negou, no momento do lançamento do disco, que Blood on the Tracks era autobiográfico, mas Jakob Dylan disse: "Quando estou ouvindo 'Subterranean Homesick Blues', estou curtindo como você. Mas quando estou ouvindo Blood On The Tracks, é sobre meus pais."
Heylin citou Steven Soles dizendo que, em 1977, o cantor apareceu sem aviso prévio em seu apartamento e tocou para ele dez ou doze músicas que eram "muito sombrias, muito intensas", lidando com sua amargura pelo divórcio. Soles acrescenta que nenhuma dessas músicas foi gravada.
Além de Blonde on Blonde, Blood on the Tracks e Desire, alguns críticos sugeriram que sua ex-esposa é a inspiração para outros trabalhos. Clinton Heylin e Andy Gill conectaram Sara à "Love Minus Zero/No Limit" gravada em janeiro de 1965. Gill escreveu que essa música expressa admiração pela equanimidade "zen de Sara: ao contrário da maioria das mulheres que ele conheceu, ela não queria impressioná-lo ou interrogá-lo sobre suas letras." Heylin também credita a mulher como a inspiração para "She Belongs to Me" (do disco Bringing It All Back Home de 1965) e "Abandoned Love" (gravado durante as sessões de Desire, mas não foi lançado até a compilação Biograph, lançada em 1985).

## Na cultura popular
Uma versão fictícia do casamento de Dylan e Sara é apresentada no filme biográfico I'm Not There, Todd Haynes, onde Heath Ledger interpreta um artista parecido com Dylan e Charlotte Gainsbourg interpreta Claire, um personagem baseado em uma combinação de Sara Dylan e Suze Rotolo.